# Sigmaringen
Sigmaringen (švapski: Semmerenga) je grad u njemačkoj saveznoj pokrajini Baden-Württembergu. Nalazi se u dolini Dunava na južnom rubu gorja Švapske Jure približno 40 kilometara sjeverno od Bodenskog jezera. 
Impresivni dvorac Sigmaringen je simbol grada. Razvio se tijekom povijesti od srednjovjekovnog dvorca u kraljevsku palaču.